# Fortezza di Tighina
La fortezza di Tighina (in romeno Cetatea Tighina), nota anche come fortezza di Bender (in russo Бенде́рская крепость?, Bendérskaja krepost', in turco Bender kalesi), è una costruzione militare parzialmente dismessa adibita a museo e parco cittadino ubicata nell'omonima città della Transnistria, sulla riva destra del fiume Dnestr.
Il nucleo originario venne eretto dagli Ottomani nel XVI secolo su progetto attribuito all'architetto Sinān, in un luogo ove era già presente una precedente fortificazione; oggetto di ampliamenti nei secoli successivi, la fortezza passò nel 1812 all'Impero russo in seguito al trattato di Bucarest, perdendo progressivamente la propria funzione strategica. Nel XX secolo fu utilizzata come caserma dal Regno di Romania e quindi dall'Unione Sovietica, per poi affermarsi in quello successivo quale principale attrazione turistica della Transnistria.
La struttura è composta di tre sezioni, delle quali le due più antiche – cittadella e fortezza inferiore – sono le meglio preservate, conservando mura, torri e alcuni edifici interni. A queste si aggiunge l'ampia fortezza esterna edificata in stile alla moderna, del cui perimetro e fabbricati restano tracce minori.
L'intero complesso architettonico e le vicende storiche in cui è stato coinvolto hanno collettivamente lasciato numerose testimonianze nella produzione artistica e nell'iconografia di diversi paesi europei.

## Storia

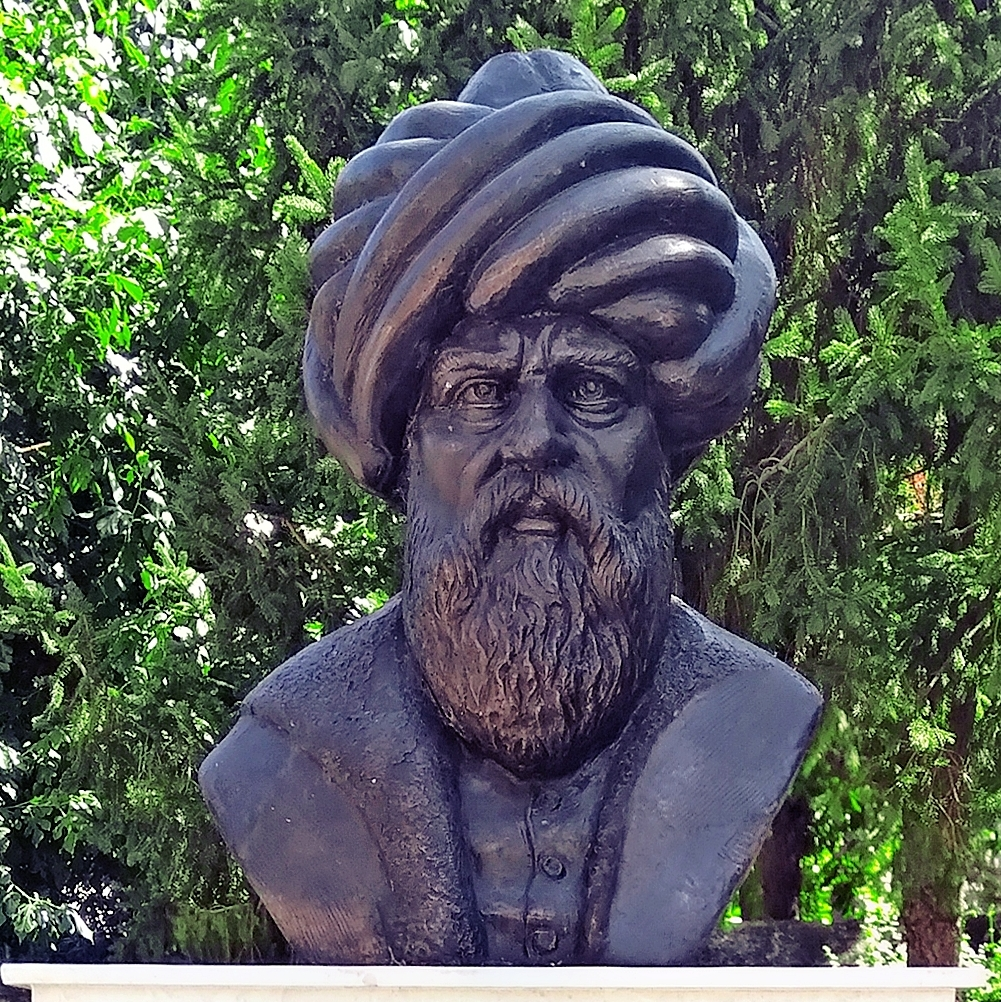
Sinān, l'architetto cui è attribuito il progetto della cittadella del 1538

Scavi archeologici condotti nell'area della fortezza negli anni 1960 identificarono la presenza di una fortificazione in legno e terra battuta risalente al XV secolo, che potrebbe corrispondere a un posto di guardia in corrispondenza del punto doganale moldavo di Tighina, menzionato per la prima volta in un documento del 1408, oppure a un forte costruito da popolazioni tatare già nel XIV secolo. Proprio i Tatari del Khanato di Crimea ottennero nel XV secolo il controllo de facto della dogana di Tighina, costruendovi secondo fonti antiche una torre in pietra, prima che l'area entrasse nell'influenza dell'alleato Impero ottomano, in guerra con la Moldavia. Fu quindi il sultano Solimano il Magnifico a far erigere nel 1538 il nucleo originario della fortezza (costituito da una cittadella che inglobò anche la precedente torre in pietra), la cui realizzazione è attribuita sin da tempi antichi a Sinān. I nuovi occupanti cambiarono inoltre il nome del luogo in "Bender", termine turco di derivazione persiana che significa "porto" oppure "passaggio fortificato".
La struttura fu soggetta a diversi assedi da parte di boiardi moldavi e Cosacchi, incluso quello del 1583 in cui venne penetrata dagli incursori e parzialmente distrutta. Nel 1584 il sultano Murad III ordinò l'ampliamento della fortezza, affidandone la realizzazione al principe moldavo a lui fedele Petru Șchiopul che ampliò il fossato e creò il nuovo sistema di torri e cortine della fortezza inferiore. Un successivo assedio (1595) fallì e per la fortezza di Bender si avviò un periodo di crescente importanza politica, caratterizzato anche dal nuovo ampliamento voluto dal sultano Ahmed I che fece creare tra il 1617 e il 1619 la fortezza esterna: un sistema di larghi fossati protetti da bastioni in terra cruda che ricomprese al suo interno anche i caseggiati costruiti esternamente alla fortezza inferiore. Nel 1657 la struttura venne visitata e descritta dallo scrittore ottomano Evliya Çelebi, mentre nel 1683 fu soggetta a un infruttuoso assedio nuovamente mosso da moldavi e cosacchi.
Ulteriori lavori vennero svolti nel primo decennio del XVIII secolo su incarico del sultano Ahmed III dai principi danubiani Constantin Brâncoveanu e Antioh Cantemir: sotto la guida di ingegneri francesi furono allargati i fossati e rivestite in pietra le opere di difesa di quello superiore, create nuove corti, rafforzati i bastioni ed erette nuove postazioni per l'avvistamento, facendo assumere alla struttura il tipico assetto di una fortificazione alla moderna, dando vita a una commistione di stili a causa del mantenimento della connotazione esotica del settore interno della fortezza. Nel 1709 la struttura venne raggiunta dal re di Svezia Carlo XII e dalle sue truppe, in rotta dopo la sconfitta patita dal Regno russo nella battaglia di Poltava: il sovrano straniero venne inizialmente accolto, per poi essere arrestato e brevemente detenuto nella fortezza nel 1713, prima di fare ritorno in patria.
Nel 1770, nell'ambito della guerra russo-turca del 1768-1774, un contingente russo guidato dal generale Pëtr Panin conquistò la fortezza di Bender dopo due mesi di assedio, ma il successivo trattato di Küçük Kaynarca del 1774 la restituì all'Impero ottomano. Nel 1789, durante il conflitto russo-turco del 1787-1792 tra le due potenze fu il generale Grigorij Potëmkin a impadronirsi ancora della struttura dopo quattro mesi di assedio, facendo successivamente convertire in chiese quattro delle moschee qui presenti. Con il trattato di Iași del 1792 la fortezza di Bender tornò nuovamente agli ottomani e il sultano Selim III fece ripristinare le moschee, oltre a incaricare l'ingegnere e cartografo francese François Kauﬀer di svolgere lavori di rafforzamento dei bastioni della fortezza, condotti dal 1793 al 1795. L'Impero russo riprese la struttura nel 1806, quando i suoi occupanti si arresero senza combattere all'armata del generale Feofil Meyendorf, acquisendone definitivamente il possesso con il trattato di Bucarest del 1812.
Nel periodo in cui fu parte dell'Impero russo, con conseguente ridenominazione in Bendery, la fortezza subì importanti trasformazioni: le strutture civili vennero in larga parte demolite e sostituite dalla fondazione di una moderna città esterna alle mura, le strutture militari furono ripristinate e nel 1833 venne inaugurata all'interno della fortezza una chiesa dedicata ad Aleksandr Nevskij. L'intero complesso cominciò tuttavia a rivelarsi inadeguato ad avere un ruolo difensivo: nel 1880 venne rimosso dall'elenco di quelli strategicamente importanti per l'Impero russo e nel 1894 il ministero della guerra valutò l'opportunità di dismetterlo, deliberando infine l'anno seguente per il mantenimento delle strutture difensive e dell'artiglieria. Nel 1912, in occasione del centenario della battaglia di Borodino, venne eretto all'interno un monumento in onore dei soldati che combatterono contro l'esercito di Napoleone Bonaparte, mentre nel 1916 vi venne creato un padiglione reale, sito a fianco della chiesa di Aleksandr Nevskij, in occasione della visita in città dell'imperatore Nicola II.

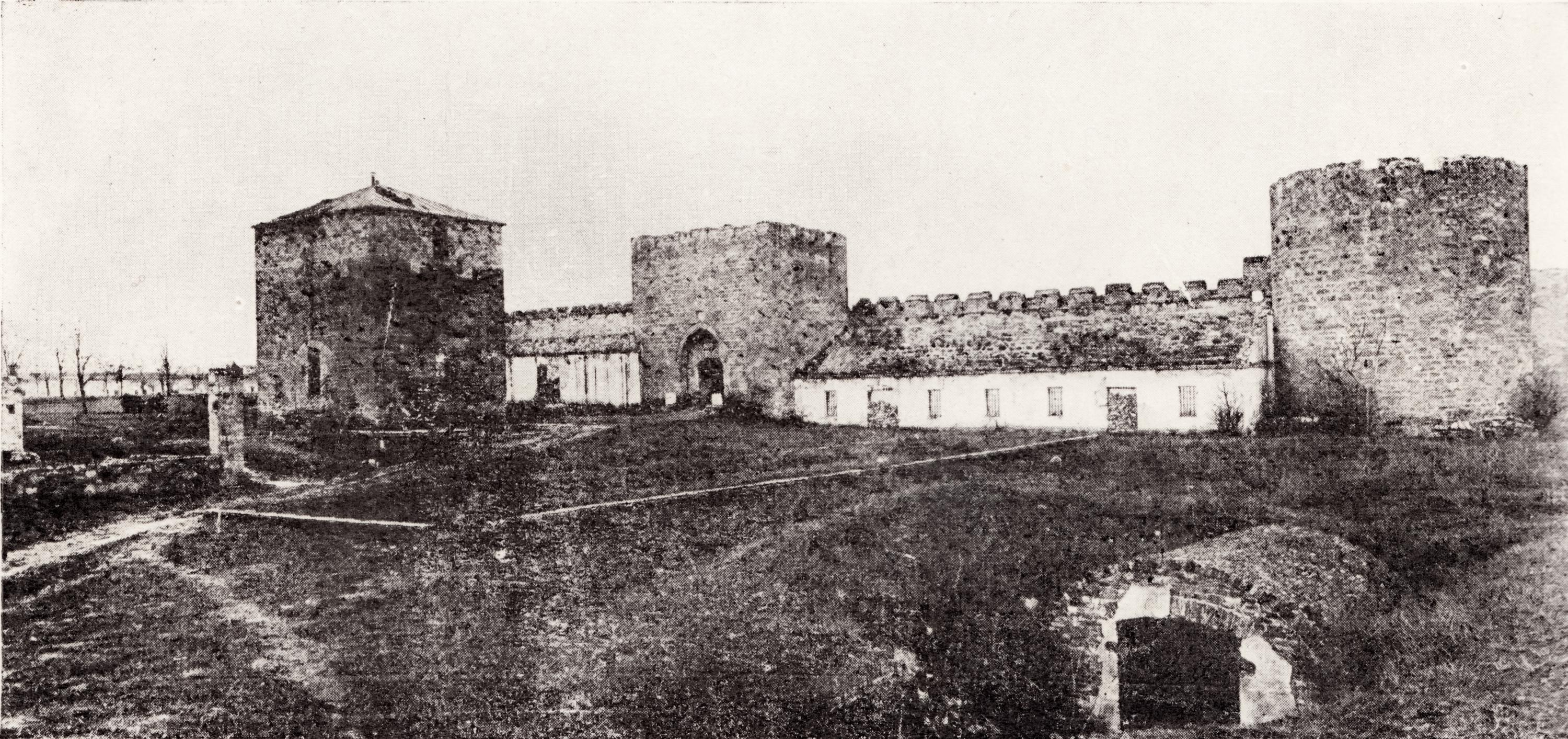
La cittadella nel 1928 quando la fortezza era parte del Regno di Romania

Gli eventi che seguirono la Rivoluzione russa del 1917 portarono all'occupazione armata della struttura da parte dell'esercito del recentemente costituitosi Regno di Romania: la città riprese l'antico nome di Tighina, la fortezza venne intitolata a Ștefan III cel Mare e il monumento all'interno della stessa modificato in chiave nazionalista rumena. L'inglobamento dell'area e la nascita della Grande Romania vennero ratificati dal trattato di Parigi del 1920, non riconosciuto dalla RSFS Russa. Nell'ambito della successiva seconda guerra mondiale, la fortezza venne dapprima occupata dall'Armata Rossa dell'Unione Sovietica (nazione che aveva raccolto l'eredità dell'Impero russo), quindi dalle truppe dell'Asse romeno-tedesche e infine nuovamente da quelle sovietiche nel 1944. I trattati di Parigi del 1947 ufficializzarono il passaggio all'Unione Sovietica e la città di Bendery, che aveva ripreso il nome russo, nominò il sito "monumento architettonico e storico". La struttura mantenne la destinazione a caserma e la chiesa di Aleksandr Nevskij divenne un circolo per i soldati; il monumento del 1912 venne dapprima restaurato e, negli anni 1960, collocato esternamente alla fortezza. Nel 1975 anche il comitato centrale del Partito Comunista della Moldavia riconobbe la fortezza quale "monumento storico", ma questo non impedì il prosieguo degli importanti interventi architettonici che portarono al parziale riempimento del fossato, alla distruzione dei bastioni nord-orientali e di alcune porte, nonché alla costruzione di nuovi edifici interni.
Con la dissoluzione dell'Unione Sovietica la fortezza venne coinvolta nel 1992 nella guerra di Transnistria, al termine della quale la struttura si trovò in territorio riconosciuto internazionalmente quale parte della Moldavia, ma di fatto controllato dall'indipendente Transnistria. Lo stato di conservazione della fortezza a inizio XXI secolo era particolarmente carente, fino a che nel 2008 venne istituito il "Complesso storico militare-commemorativo fortezza di Bendery", con allestimento di un museo, organizzazione di visite guidate, conduzione di ricerche storiche e archeologiche e avvio di attività di restauro in più fasi, ricomprendente anche la chiesa di Aleksandr Nevskij tornata nel 2011 alla sua funzione originaria di edificio di culto. Una parte della fortezza esterna venne nel 2018 sistemata a parco e dedicata ad Aleksandr Nevskij, diventando un'area per l'organizzazione di eventi all'aperto. Al 2022 sono in corso ulteriori lavori di ristrutturazione il cui termine è previsto per il 2023.

## Descrizione
La struttura, considerata la principale attrazione turistica della Transnistria, è situata alla periferia settentrionale della città di Tighina in posizione elevata sulla riva destra del Dnestr, nei pressi di un'ansa del fiume e dei ponti stradale e ferroviario. Le tre sezioni che la compongono occupano un'area di circa 67 ha e sono state edificate in fasi successive, attraversando nel tempo notevoli variazioni architetturali sia nelle fortificazioni sia nella costruzione di edifici interni, che nel 2017 ammontavano complessivamente a 40.

### Cittadella

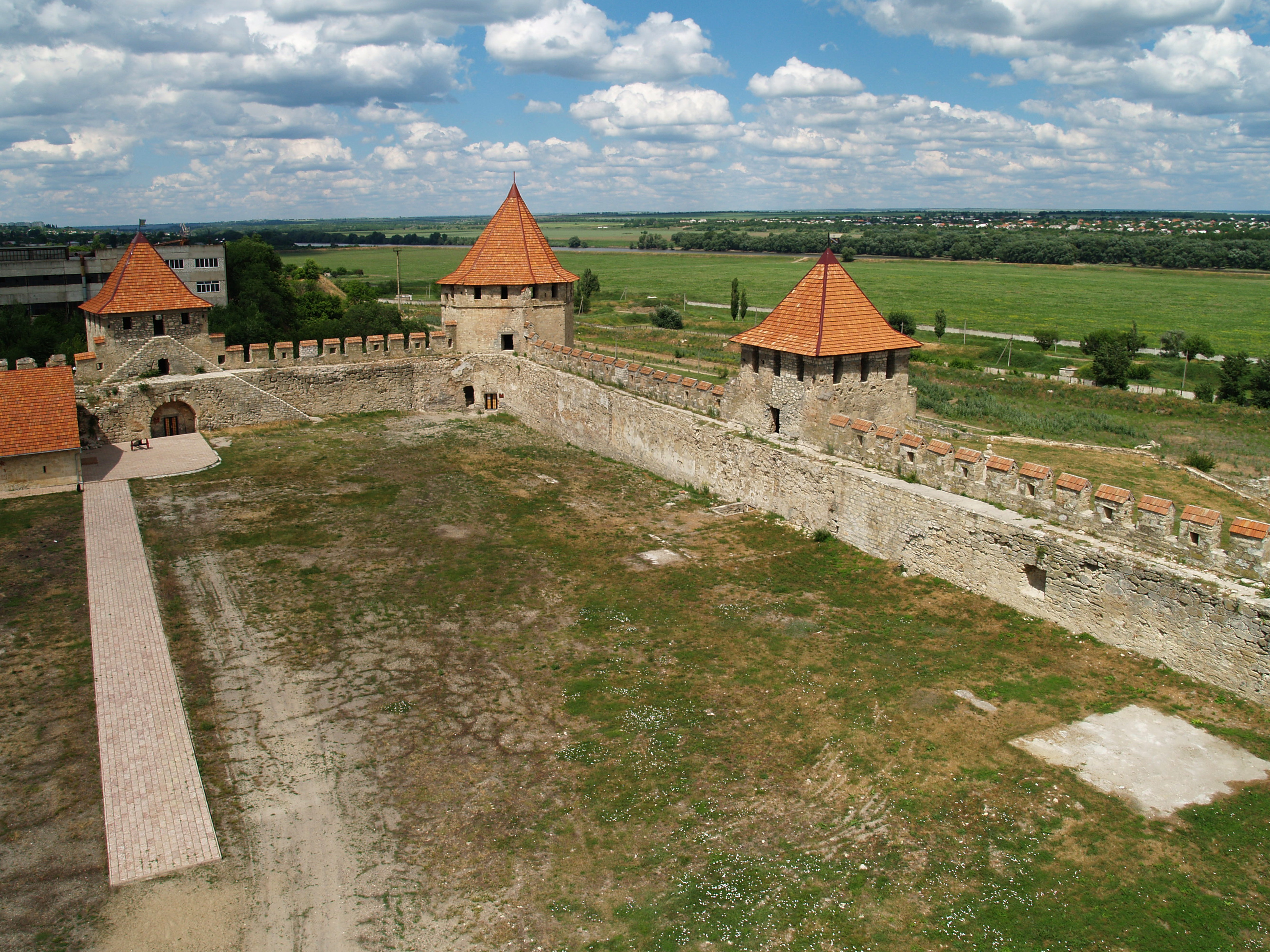
Corte interna della cittadella: da sinistra la polveriera turca e le torri settentrionale, armena e della prigione

La cittadella è la sezione più antica della fortezza, fatta costruire dal sultano Solimano il Magnifico negli anni 1538-1539, su progetto attribuito a Sinān: ha pianta quadrilatera di dimensione circa 100 × 80 m con il lato lungo disposto in direzione nord-sud ed è delimitata da un muro perimetrale merlato intervallato da otto torri alte tra gli 11 e i 13 m e con un diametro o diagonale tra i 12 e i 13 m. La corte interna è accessibile attraverso la torre della porta – ubicata al centro del muro meridionale – che ospitava al suo interno la moschea di Solimano risalente al XVI secolo, della quale è preservato il miḥrāb sito al primo piano della struttura. La torre, restaurata nel XVIII secolo, portava affissa l'antica iscrizione relativa alla costruzione della cittadella ed è dotata di tetto con minareto.
Procedendo dalla torre della porta in senso orario si incontra la torre mediana, così chiamata perché ubicata in un punto equidistante dai margini della fortezza esterna, a pianta circolare e priva di copertura, dotata di accesso diretto dalla corte interna. Le torri successive sono l'occidentale, la nord-occidentale e la settentrionale: la prima e l'ultima a pianta quadrata, con copertura e accesso dalla corte interna, l'altra priva di queste due caratteristiche e a pianta circolare. Vi è quindi la torre armena, l'unica della cittadella a pianta ottagonale, che secondo una fonte antica sarebbe stata costruita dai Tatari tra il 1512 e il 1520 e poi inglobata nella fortezza; è dotata di copertura, ha accesso diretto dalla corte interna e dal 2012 ospita il museo della tortura. Completano il periplo la torre della prigione – a pianta quadrata, con copertura e priva di accesso diretto – e la torre sud-orientale, a pianta circolare, con copertura e accesso diretto dalla corte, che tra il 1918 e il 1919 fu utilizzata dall'esercito francese. Oltre che con funzione difensiva, alcune torri erano utilizzate a scopo residenziale: è il caso dell'occidentale, della nord-occidentale e dell'armena.
All'interno della cittadella sono presenti un moderno campo per il tiro con l'arco che funge anche da poligono di tiro e un solo edificio: la polveriera turca, che dal 2008 ospita il museo storico. La polveriera ha una superficie di circa 200 m² disposta su due livelli: nel periodo ottomano il piano terra era utilizzato quale magazzino, mentre il piano interrato – diviso in due ambienti – conservava polvere da sparo ed esplosivi. Nel XVIII secolo la corte interna della cittadella ospitava anche una seconda polveriera e un arsenale.

### Fortezza inferiore

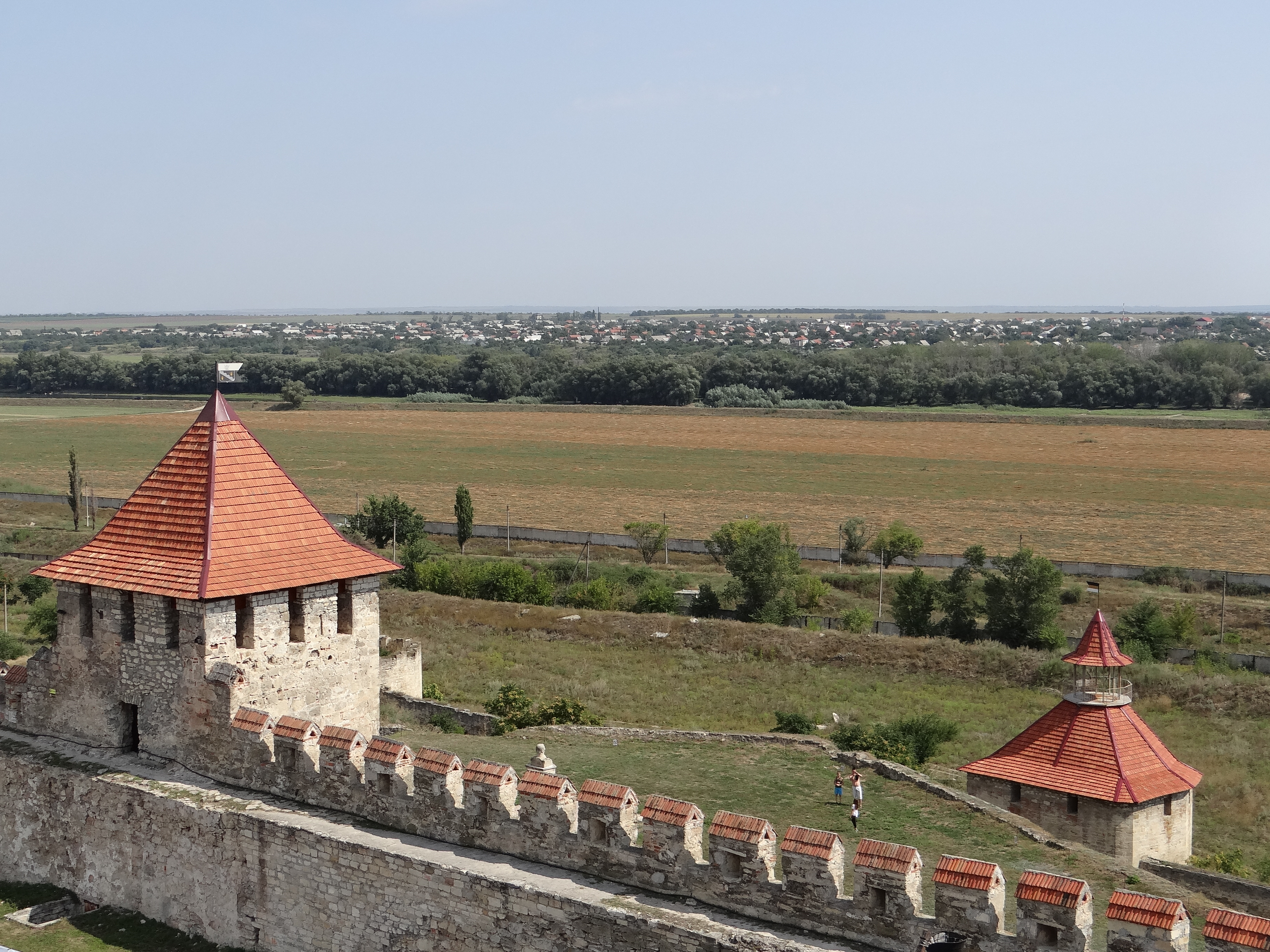
A sinistra la torre della prigione (cittadella) e a destra la torre dei tiratori (fortezza inferiore)

La fortezza inferiore venne edificata per meglio difendere la cittadella, dimostratasi vulnerabile nei primi decenni di vita, e fu realizzata nel 1584 dal principe moldavo Petru Șchiopul su incarico del sultano Murad III. È costituita da un perimetro quadrato disposto attorno alla cittadella, percorso a oriente da un muro e sugli altre tre lati da un largo fossato, quest'ultimo per la maggior parte successivamente riempito. Nell'angolo nord-orientale si trova la torre del forte quindi – in senso orario – un tratto di mura conduce alla torre dei tiratori, che ospita la moschea di Murad III utilizzata dai giannizzeri: anche in questa, come nella moschea di Solimano il Magnifico, si è conservato il miḥrāb e la copertura è caratterizzata da un tetto con minareto.
Oltre la torre dei tiratori il muro piega verso ovest – in corrispondenza del punto in cui era una terza torre, distrutta nel 1770 – ed è interrotto dalla porta del cavallo, restaurata nel XIX secolo. Poco oltre il muro è sostituito dall'unico tratto del fossato ancora esistente, su cui svetta la torre d'avvistamento, in passato dotata di ponte levatoio e dal 2008 adibita a biglietteria del complesso. La parte del fossato ora riempita completava il periplo della cittadella sui lati occidentale e settentrionale, costeggiando un piccolo lavatoio ancora presente e ricongiungendosi al muro orientale poco prima della torre del forte, nel punto del coronamento della cittadella in cui nel 2010 venne eretto il monumento al barone di Münchhausen. Il coronamento, che divide su due livelli l'area orientale della fortezza inferiore e venne eretto nel tardo XVII secolo dall'ingegnere François Kauﬀer per volere del sultano Selim III, dal XX secolo ospita diversi monumenti: oltre a quello già citato ve n'è uno in onore della costituzione di Orlik, un busto di Ivan Kotljarevs'kyj e un pantheon di busti di comandanti militari russi tra i quali Michael Barclay de Tolly, Michail Kutuzov, Pëtr Rumjancev, Aleksandr Suvorov e Michail Voroncov.
Nei secoli scorsi lo spazio tra le mura della cittadella e il perimetro della fortezza inferiore delimitato da mura e fossato era occupato da edifici in tutti e quattro i lati, con la parte orientale destinata nel periodo ottomano al corpo dei giannizzeri. Nel 2017 gli edifici presenti nella fortezza inferiore si limitavano a due caserme del XIX secolo, oltre alla porta di Gregorio che – costruita nel tardo XVIII secolo e ubicata a nord della cittadella – permette la comunicazione tra i due livelli della fortezza inferiore.

### Fortezza esterna
La fortezza esterna sorse in relazione ai crescenti timori dell'avvio di una guerra con la Polonia durante il regno del sultano Ahmed I, negli anni 1617-1619. Nei secoli successivi i suoi bastioni vennero rimaneggiati più volte, mentre la preponderanza delle strutture interne passò da civile a militare e infine a ricreativa.

#### Bastioni

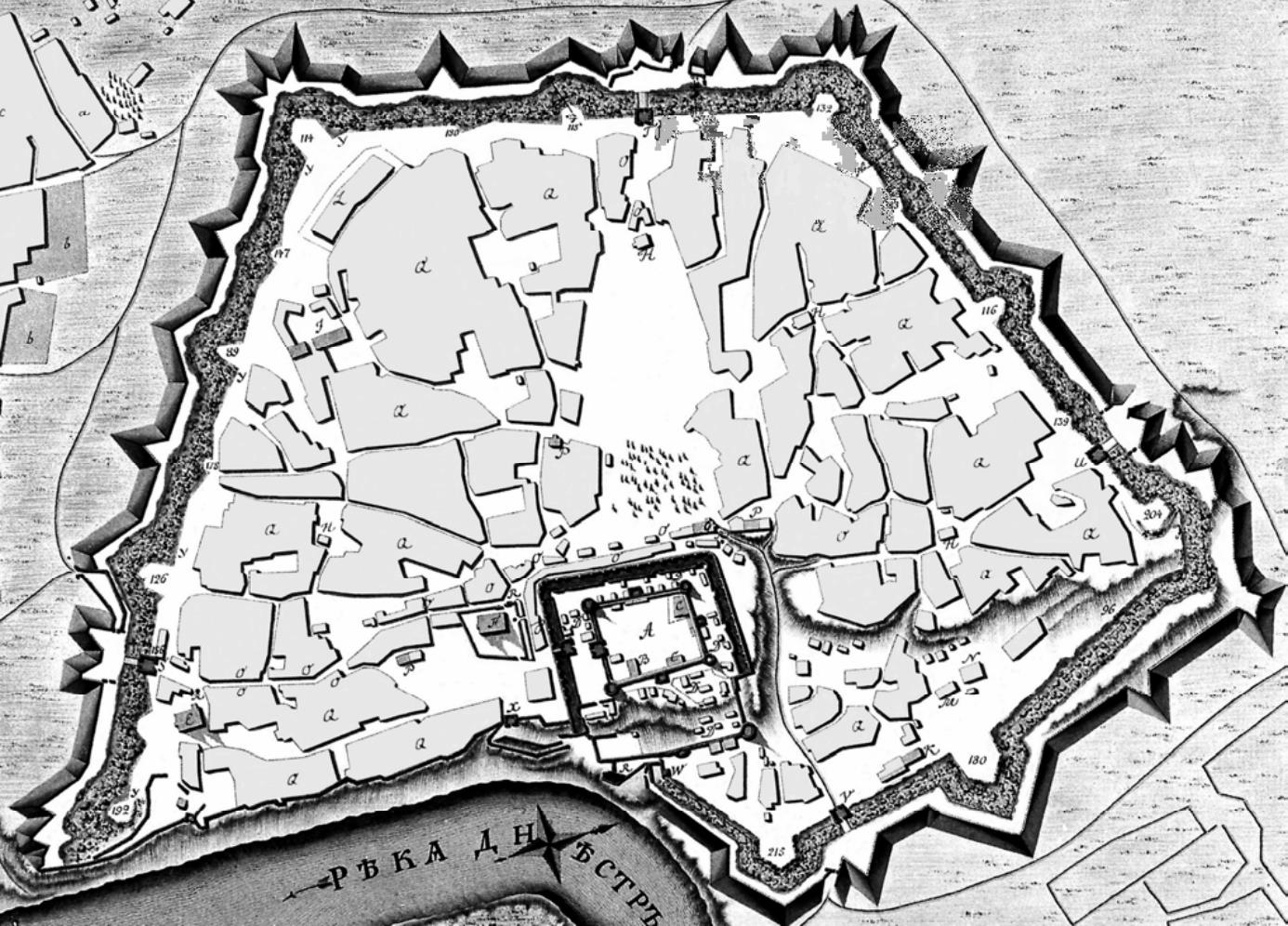
1790: la cittadella è circondata dalla fortezza inferiore e i bastioni delimitano la fortezza esterna

I bastioni del XVII secolo, realizzati in terra cruda, vennero ricostruiti in pietra in quello successivo da ingegneri francesi, che tra il 1705 e il 1707 utilizzarono lo stile alla moderna per edificare scarpe, controscarpe, postierle e spalti. Tra il 1793 e il 1795 venne aggiunto un muro difensivo sul lato orientale, interno al perimetro della fortezza esterna, oltre ai lavori di rafforzamento effettuati sugli altri bastioni che vennero ulteriormente modificati dagli interventi del XIX secolo. Nella seconda metà del XX secolo venne invece distrutto l'intero tratto nord-orientale delle mura e riempito parzialmente il fossato negli altri tratti.
Il perimetro della fortezza esterna, disegnato quale porzione di un pentagono, prende avvio con il primo bastione situato al margine meridionale dell'area in prossimità del fiume Dnestr e procedendo in senso orario è subito interrotto dalla porta del saluto allo zar. La porta – in passato nota anche come porta di Istanbul, di Costantinopoli, di Özi o di Căușeni – è storicamente l'accesso più importante di tutta la struttura ed è stata interamente ricostruita nel 2018. Il successivo secondo bastione è caratterizzato dal bassorilievo dell'orologio di Kauffer databile al 1795: riporta la data dell'originaria creazione del fossato, un monogramma che identifica la fortezza e un orologio che indica le ore 8:00, simboleggiando il quarto e l'ottavo bastione. Dopo il quinto bastione si apre la porta di San Giorgio, precedentemente nota come porta dell'orda o militare, mentre il tratto oltre il sesto bastione è stato demolito.
Il tracciato presentava, tra il settimo e l'ottavo bastione, la terza porta cittadina, denominata di Varnița, di Iași o di Chotyn, quindi si discostava dalla pianta pentagonale in corrispondenza del nono bastione, con il decimo situato in luogo più prossimo alla fortezza inferiore, cui il muro si ricongiungeva. Il muro interno eretto a fine XVIII secolo da François Kauffer aveva origine in un punto vicino al nono bastione: è ancora integro nella parte che attraversa la fortezza inferiore e prosegue fino al primo bastione costeggiando il fiume, che in passato difendeva la fortezza in questo punto lambendola per un tratto più lungo. L'intero lato orientale presentava quattro porte rivolte verso il Dnestr, per le quali ricorrono tre diversi nomi: dell'acqua, della pietra e dei conciatori. Di queste, la porta immediatamente a sud della fortezza inferiore è l'unica ancora presente, denominata porta dell'acqua e utilizzata per accedere all'area della torre dei tiratori.

#### Parco Aleksandr Nevskij

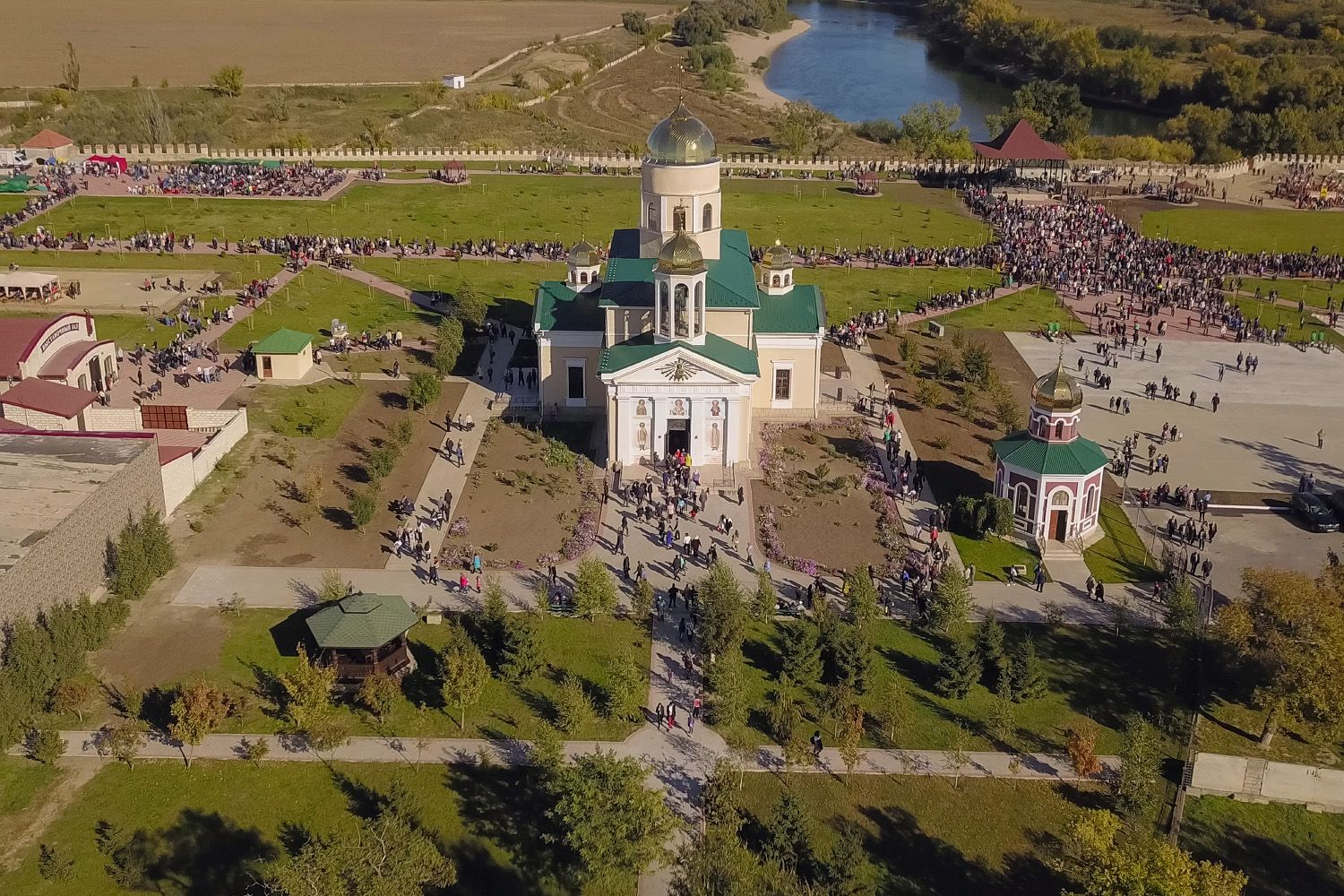
Il parco dedicato ad Aleksandr Nevskij, con la chiesa omonima

L'area della fortezza che ospita il parco Aleksandr Nevskij è quella meridionale, compresa tra la fortezza inferiore e la porta del saluto allo zar. Si tratta di una parte del complesso storicamente importante, stante che collega la porta principale della città – orientata verso la capitale nel periodo ottomano e l'insediamento moderno in epoche successive – con la torre d'avvistamento, accesso alla fortezza inferiore. Nel XVIII secolo nei pressi della porta del saluto allo zar era la moschea-cattedrale di Munkar e Nakīr, sorta sul sito delle precedenti moschee di Abdül Hamid I e Ahmed I. Dotata di quattro minareti, gallerie decorate con smalto blu, cupola ornata nella volta con una stella in mogano e sūre del Corano in oro, nel 1789 fu trasformata nella cattedrale di San Giorgio per poi essere riconvertita in moschea nel 1792. L'edificio venne successivamente demolito: nel 1928 si conservava solamente uno dei minareti.
In quest'area della fortezza vi erano inoltre edifici civili, bagni in pietra, gallerie commerciali e altre due moschee, tra le quali quella di Daghestan Ali Pascià. Situata a ridosso della torre d'avvistamento, fu costruita negli anni 1776-1777, convertita nel 1789 nella chiesa della Trinità, tornata moschea nel 1792 e nuovamente chiesa nel 1807 – ora con dedica ad Aleksandr Nevskij – per poi essere demolita nel 1825. Nel 1833 sorse la chiesa omonima, posta leggermente più a sud, ancora esistente e utilizzata; nel 1912 fu invece eretto il monumento del "55º reggimento di fanteria Podolsky", dagli anni 1960 trasferito esternamente alla fortezza. Sul territorio del parco – alla cui inaugurazione nel 2018 parteciparono 45 000 persone – si trovano, oltre alla già citata chiesa, un busto dedicato ad Aleksandr Nevskij, una cappella dedicata alla dinastia Romanov, la riproduzione del padiglione costruito per la visita di Nicola II nel 1916, una sala espositiva, un'area per concerti, alcune strutture ricettive e un'area gioco per bambini. In generale quest'area pubblica è utilizzata per l'organizzazione di eventi di vario tipo.

#### Altre aree
Il resto della fortezza esterna era nel XVIII secolo occupato da numerosi edifici civili tra cui abitazioni, negozi, magazzini, bagni e ulteriori cinque moschee, delle quali la moschea di Selim III venne convertita in chiesa per la comunità armena e un'altra in chiesa per la comunità greca. Nel XIX secolo, con il passaggio all'Impero russo, si assistette a una progressiva demolizione degli edifici civili, sostituiti da strutture militari: in una descrizione del 1816 è riportata la presenza di solo trenta abitazioni, quattro negozi di alimentari e due moschee a fronte di cinque caserme, due arsenali e una polveriera; tra i numerosi edifici distrutti antecedentemente a questa data figura anche il palazzo del pascià.
Nella seconda metà del XX secolo queste strutture vennero divise dall'esercito sovietico tra il "2º reggimento separato di pontoni pesanti", dislocato nella parte occidentale della fortezza esterna, e la "173ª brigata missilistica, nella parte sud-orientale". Nell'area settentrionale era inoltre presente uno stabilimento per la riparazione di veicoli militari. Nel 2017 gli edifici di queste tre aree erano in totale ventidue: parte delle strutture militari della "173ª brigata missilistica" utilizzate come centro d'addestramento dall'esercito transnistriano, quelle del "2º reggimento separato di pontoni pesanti" abbandonate, gli impianti industriali del "778º impianto di riparazione auto" convertiti per usi civili e in funzione.

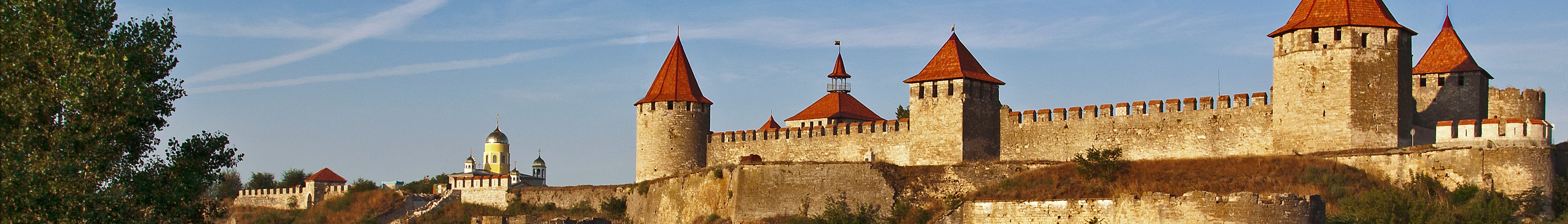
La cittadella vista da est, sulla sinistra alcuni edifici della fortezza esterna

## Influenza culturale
A partire dal XVII secolo l'influenza culturale della fortezza ha lasciato tracce nell'arte, nella società civile e nella tradizione popolare.

### Arte
Produzioni artistiche legate alla fortezza e alle vicende a essa correlate sono sorte in varie nazioni europee, coinvolgendo principalmente artisti russi e svedesi.

#### Cinema e teatro

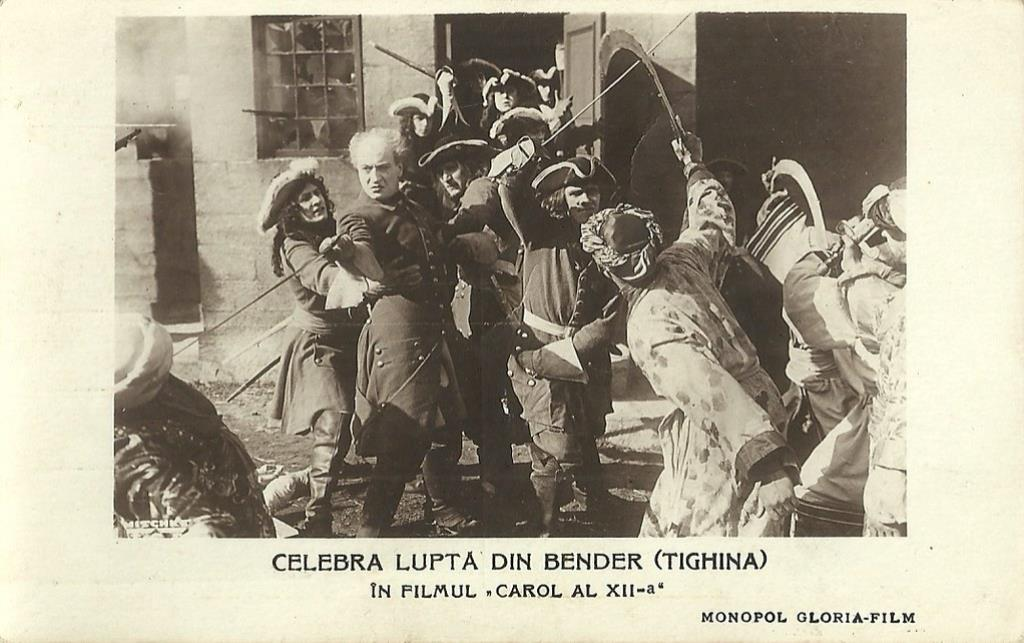
Gösta Ekman nel film Karl XII

In ambito cinematografico, la permanenza di re Carlo XII di Svezia tra la fortezza e Varnița è rappresentata in alcune sequenze del film storico svedese del 1925 Karl XII, diretto da John Wilhelm Brunius con l'attore Gösta Ekman nel ruolo del sovrano. Nel 1983 nella stessa nazione venne prodotto il film comico Kalabaliken i Bender (svedese, in italiano: Tumulti a Bender) diretto da Mats Arehn, che trasse ispirazione dalle sequenze del precedente e fece interpretare re Carlo XII a Gösta Ekman, nipote omonimo del protagonista della pellicola del 1925.
Scene riprese all'interno del complesso sono presenti nel film propagandistico sovietico del 1944 Победа на юге (russo, traslitterato: Pobeda na juge; in italiano: Vittoria al sud) diretto da Leonid Varlamov, che tratta dell'offensiva Iași-Chișinău durante la seconda guerra mondiale. Nel 2018 la struttura fu adottata come set cinematografico per descrivere l'assedio di Izmaïl in un episodio della serie Исторической Военной приемки (russo, traslitterato: Istoričeskoj Voennoj priemki; in italiano: Ispezione storico-militare), prodotta dal canale televisivo russo Zvezda. Dal XXI secolo la fortezza è stata utilizzata anche per la rappresentazione di opere teatrali all'aperto.

#### Letteratura

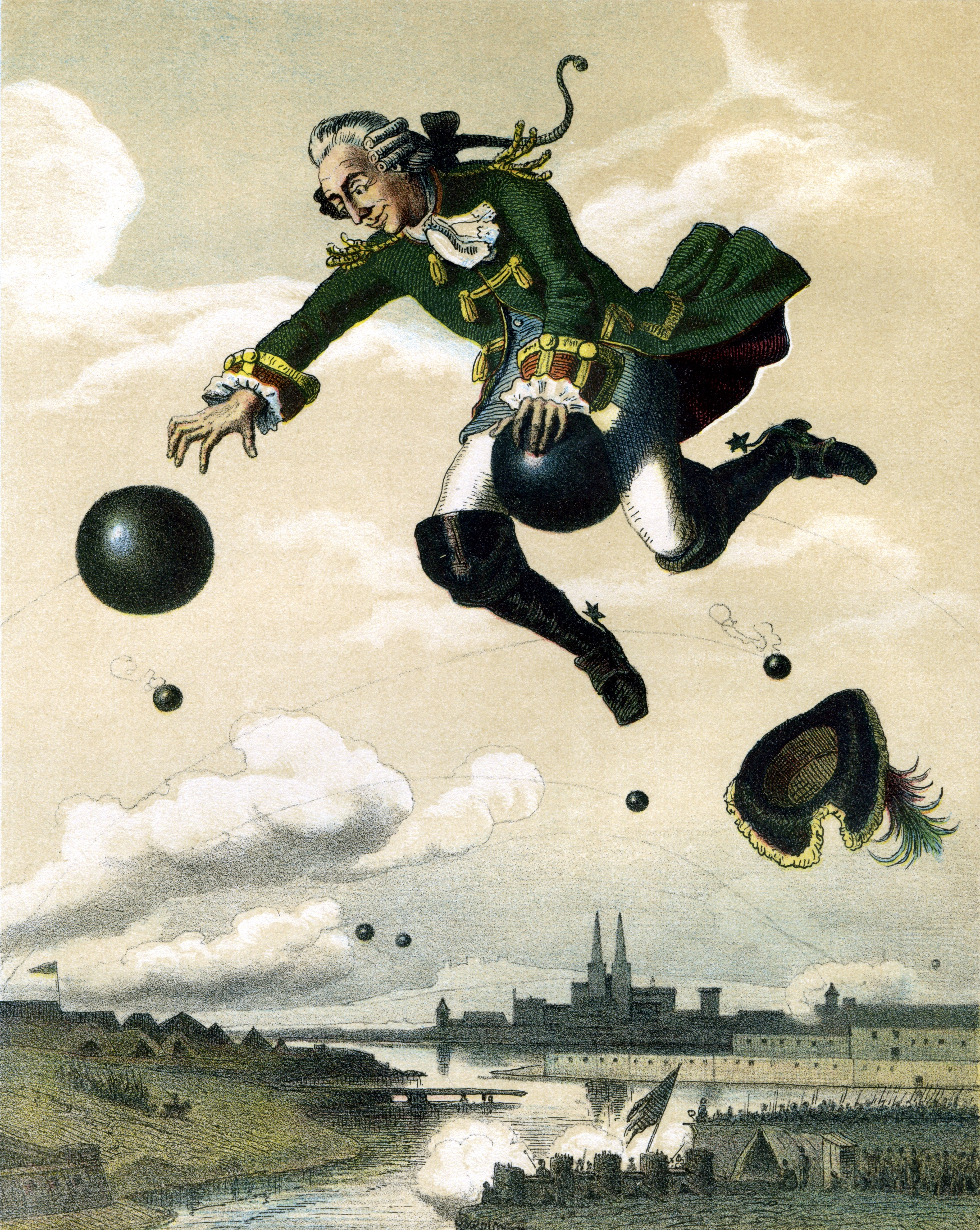
Il barone di Münchhausen cavalca una palla di cannone

L'opera letteraria Seyahatnâme di Evliya Çelebi, considerata uno dei più importanti testi della letteratura ottomana, riporta al suo interno un'ampia descrizione di come appariva la fortezza quando egli la visitò nel 1657. Gli eventi del secolo successivo che coinvolsero Carlo XII sono invece raccolti in un manoscritto svedese contemporaneo, oltre a essere raccontati nelle biografie dedicate al sovrano, come quella di Voltaire del 1731 e quella di Barthold Anders Ennes del 1819.
Nel XVIII secolo, il barone Karl Friedrich Hieronymus von Münchhausen prese parte alla guerra russo-ottomana degli anni 1735-1739 al seguito di Antonio Ulrico di Brunswick-Lüneburg e i suoi racconti vennero successivamente pubblicati a Londra da Rudolf Erich Raspe in Baron Munchausen's Narrative of his Marvellous Travels and Campaigns in Russia (inglese, in italiano: I racconti del barone di Munchausen dei suoi meravigliosi viaggi e delle sue campagne in Russia). Uno dei più popolari episodi del libro, aggiunto nella quarta edizione pubblicata nel 1786, in cui il protagonista cavalca una palla di cannone, è ispirato all'infruttuoso avvicinamento dell'esercito russo alla fortezza di Tighina nel 1738, cui il barone prese parte.
Diverse sono le monografie dedicate da autori russofoni alla fortezza: la prima fu quella realizzata nel 1997 da Georgij Astvatsaturov, dal titolo Бендерская крепость (russo, traslitterato: Benderskaja krepost'; in italiano: Fortezza di Bender), cui seguirono Бендерская крепость - Бендерский военный некрополь (russo, traslitterato: Benderskaja krepost' - Benderskij voennyj nekropol; in italiano: Fortezza di Bender - Necropoli militare di Bender) di Irina Vilkova nel 2009 e Бендерская крепость. Живой символ истории (russo, traslitterato: Benderskaja krepost'. Živoj simvol istorii; in italiano: Fortezza di Bender. Un simbolo vivente della storia) nel 2018, quest'ultima realizzata da più autori e pubblicata anche in inglese con titolo Bendery Fortress. A Living Symbol of History.
Nel 2019 è stata invece pubblicata in Turchia l'opera Bender Kalesi (1768-1774) (turco, in italiano: Fortezza di Bender (1768-1774)) di Cengiz Fedakar, dedicata a un circoscritto periodo storico.

#### Pittura
Un ritratto di Carlo XII di Svezia con la fortezza sullo sfondo intitolato Carlo XII a Bender venne dipinto nel 1715 da Axel Sparre, comandante militare al seguito del re, ed è custodito presso il Museo nazionale di Stoccolma. Nel secolo successivo un altro pittore suo connazionale, Gustaf Brusewitz, dipinse il sovrano, in questo caso in compagnia di altri personaggi, nel quadro Re Carlo XII a Bender appartenente a una collezione privata. In quegli stessi anni anche un artista francese dedicò un'opera al tema: La battaglia di Bender, prodotta da Charles Edouard Armand-Dumaresq nel 1877, anch'essa custodita in una collezione privata. Un acquerello dal titolo Re Carlo XII a Bender venne inoltre realizzato dal pittore italiano Giuseppe Palmieri nel XVIII secolo.
Tra i pittori russi Veniamin Slobodzinskij dipinse nella seconda metà del XX secolo Inizio dell'attacco delle truppe russe alla fortezza di Bender nel 1770, esposto al museo di storia locale di Tighina, mentre già nel 1790 l'artista Michail Ivanov, al seguito del generale Grigorij Potëmkin, creò la sua Veduta della fortezza di Bender, custodita alla Galleria Tret'jakov di Mosca. Lo stesso artista eseguì anche numerosi disegni della fortezza e come lui fecero diversi disegnatori, incisori e litografi in varie parti d'Europa al riguardo dell'episodio di Carlo XII e di altri avvenimenti relativi alla fortezza.

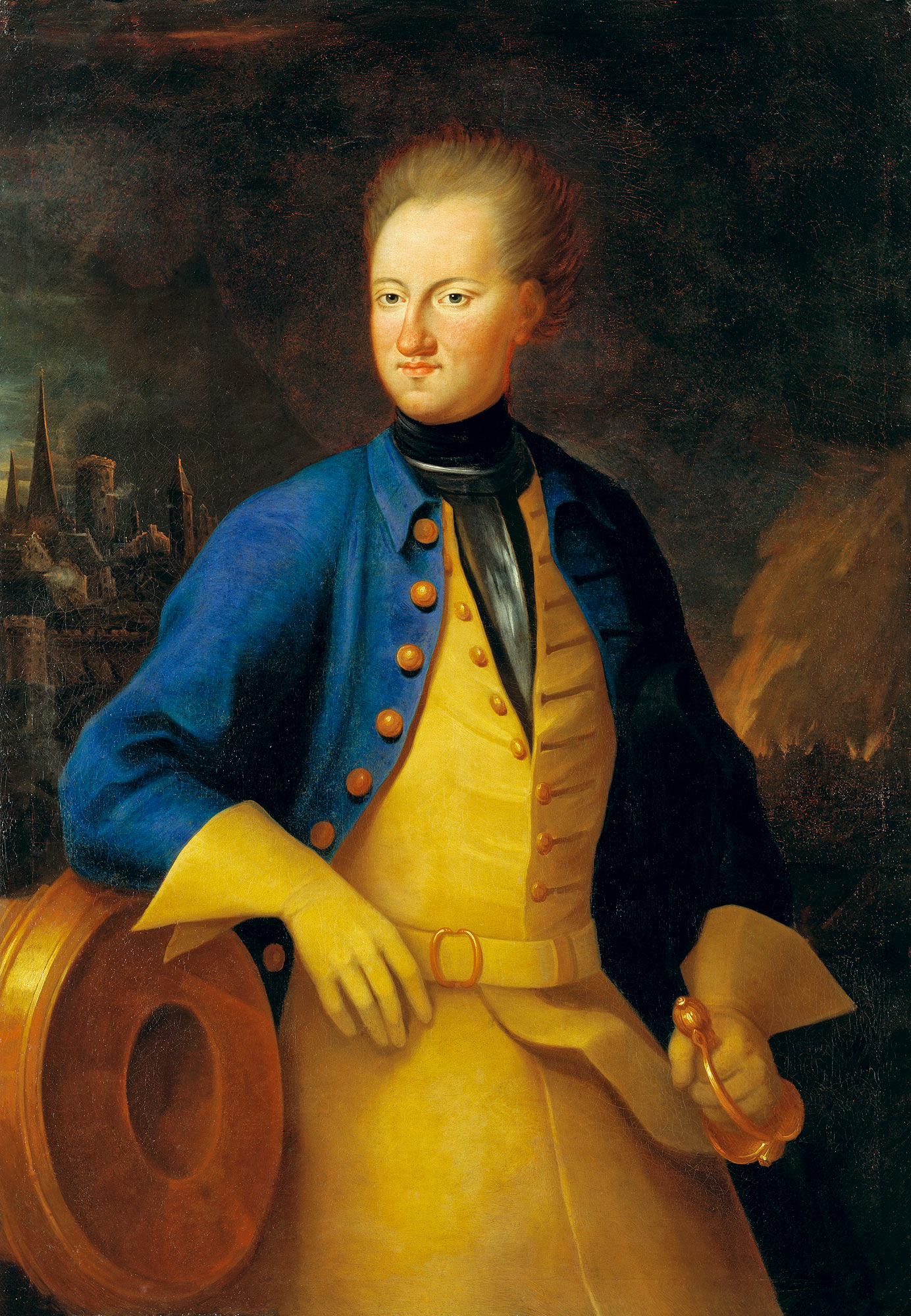
Axel Sparre, Carlo XII a Bender (1715)
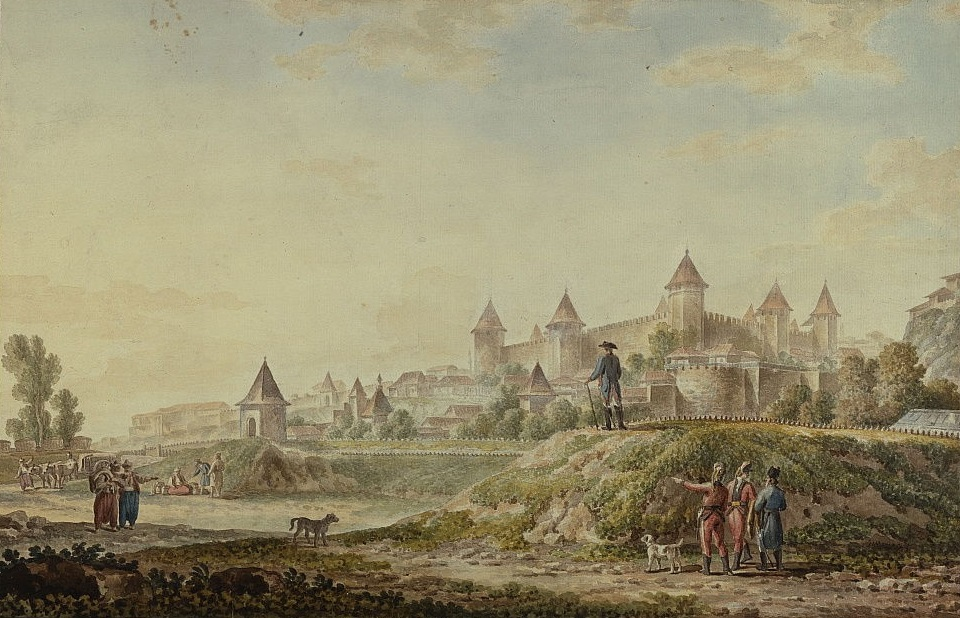
Michail Ivanov, Veduta della fortezza di Bender (1790)
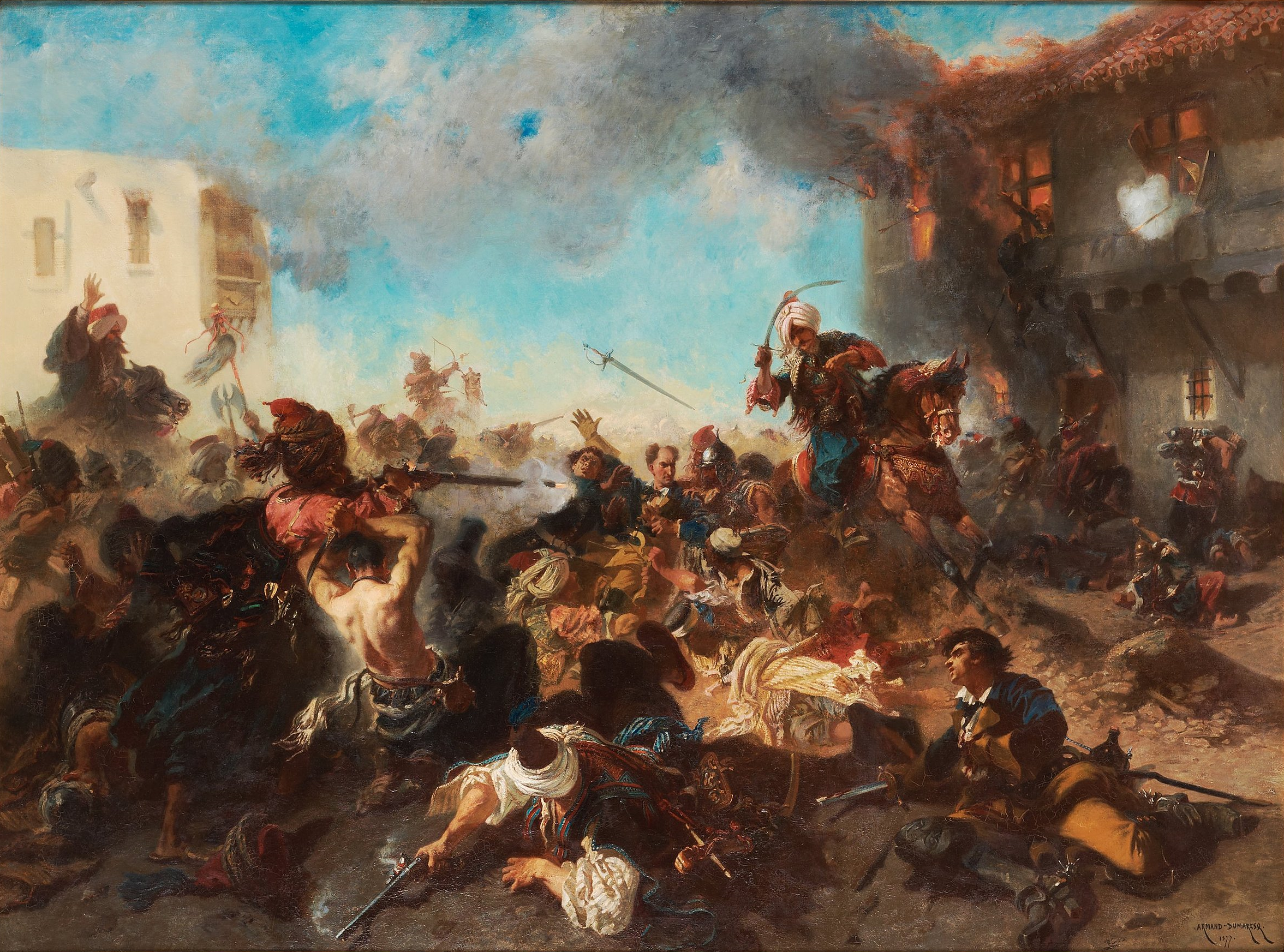
Charles-Édouard Armand-Dumaresq, La battaglia di Bender (1877)
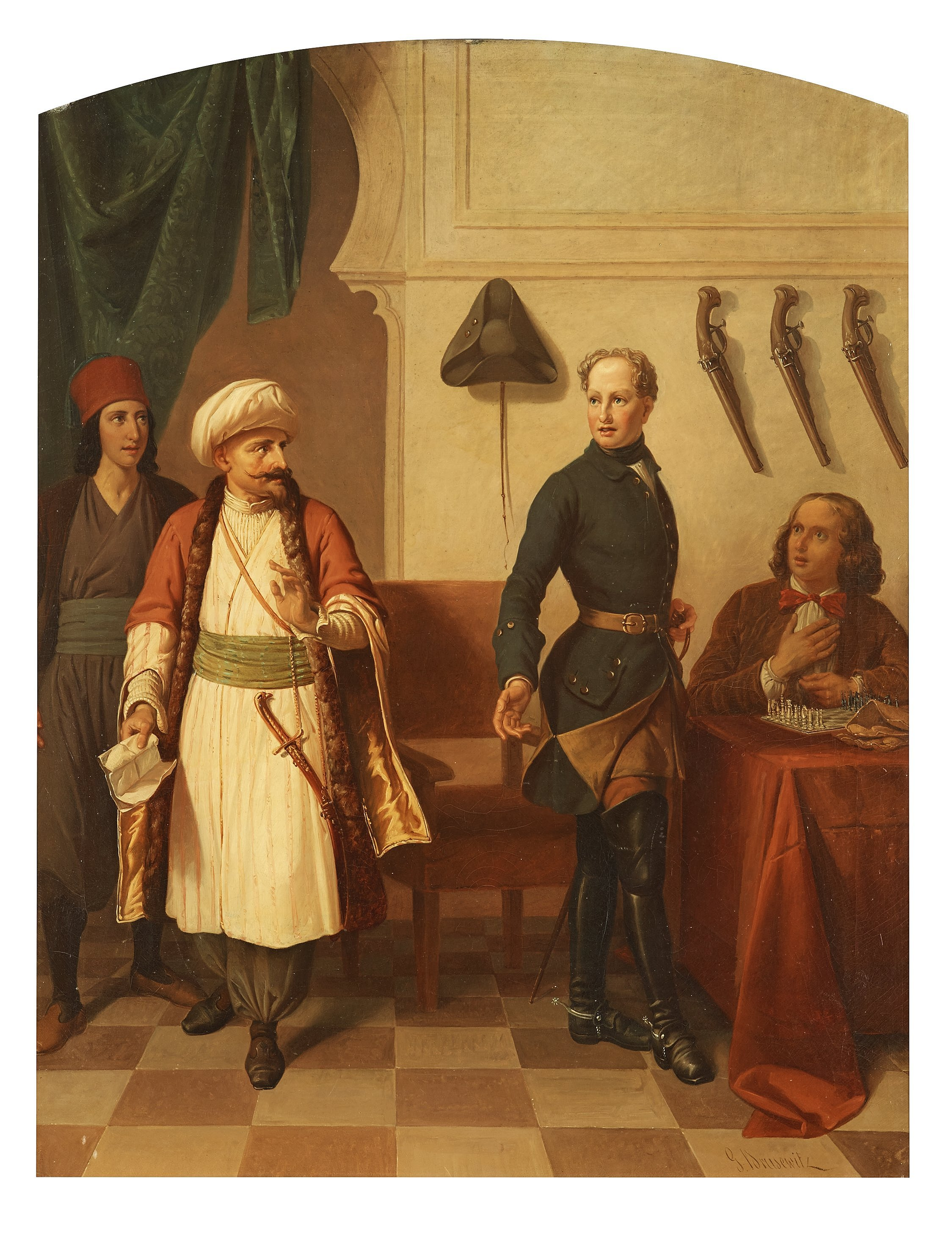
Gustaf Brusewitz, Re Carlo XII a Bender (seconda metà XIX secolo)

### Società civile
La fortezza è stata raffigurata in banconote, francobolli, monete e stemmi di quattro diverse nazioni.

#### Araldica
La città di Tighina adottò per la prima volta la fortezza sul proprio stemma nel 1931, quando era parte del Regno di Romania, abbinando alla raffigurazione della struttura anche quella di un leone, animale già presente sul precedente stemma e simboleggiante re Carlo XII di Svezia. Dopo il passaggio all'Unione Sovietica, nel 1967 fu adottata una nuova versione – realizzata da Mark Pevzner e Andrej Afanas'ev – riportante la merlatura della fortezza, il fiume Dnestr e una rosa composta da simboli industriali. Con l'indipendenza della Transnistria lo stemma venne inizialmente mantenuto: una nuova versione proposta da Andrej Afanas'ev nel 1998 e contenente la fortezza fu scartata, mentre nel 2003 ne venne adottata una priva di raffigurazioni della struttura.
Nel XXI secolo anche un comune della Moldavia adottò la fortezza in uno stemma comunale: si tratta di quello di Varnița, insediamento a breve distanza dalla struttura, che raffigura un leone – anche in questo caso simboleggiante Carlo XII – davanti alle mura. In ambito sportivo la squadra di calcio Fotbal Club Tighina raffigura nel proprio stemma la fortezza, che già campeggiava in una precedente versione.

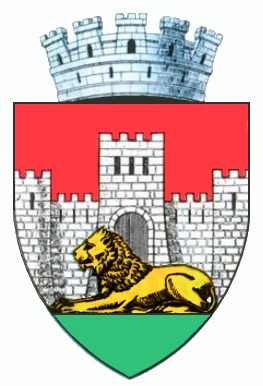
Stemma della città di Tighina (1931-1944)
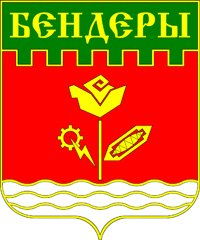
Stemma della città di Bender (1967-2003)
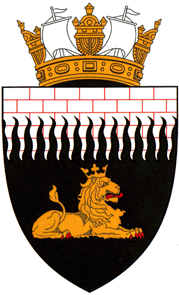
Stemma del comune di Varnița (2001-)

#### Filatelia
Nel 1941 la Poșta Română lanciò a scopo propagandistico una serie di 25 francobolli dal titolo "Monumente istorice" (romeno, in italiano: Monumenti storici) dedicata alle regioni della Bessarabia e della Bucovina, recentemente oggetto di conflitto con l'Unione Sovietica; tra questi ne figuravano tre con rappresentata la fortezza di Tighina. L'anno successivo il medesimo servizio postale emise un'ulteriore serie denominata "Un an de la desrobire" (romeno, in italiano: Un anno dalla liberazione), con uno di questi raffigurante nuovamente la fortezza, Ștefan III cel Mare, Michele I e Ion Antonescu. Dopo la conclusione della seconda guerra mondiale, quando le due regioni entrarono a far parte dell'Unione Sovietica, il possesso di questi francobolli venne proibito e tale prescrizione rimase in vigore fino al 1990.
Le poste moldave hanno dedicato due emissioni alla fortezza: una nel 1995, all'interno della serie "Cetăţile Moldovei medievale" (romeno, in italiano: Fortezze della moldava medievale) raffigurante il quadro di Michail Ivanov del 1790, l'altra nel 2008, per celebrare i 600 anni della città di Tighina. Diversi sono i francobolli emessi dalle poste transnistriane legati alla struttura o agli avvenimenti correlati, quali le emissioni del 2013 – inclusa quella celebrativa dei 300 anni dalla visita del re svedese Carlo XII – e del 2019 nella serie "Туризм в Приднестровье" (russo, traslitterato: Turizm v Pridnestrov'e, in italiano: Turismo in Transnistria).

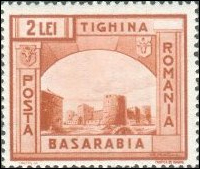
2,00 RON, Poșta Română (1941)
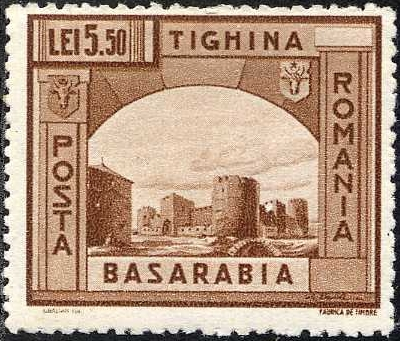
5,50 RON, Poșta Română (1941)
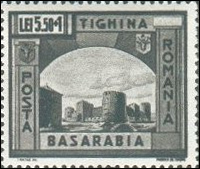
5,50+1,00 RON, Poșta Română (1941)
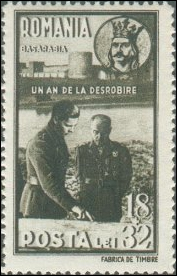
18,00+32,00 RON, Poșta Română (1942)
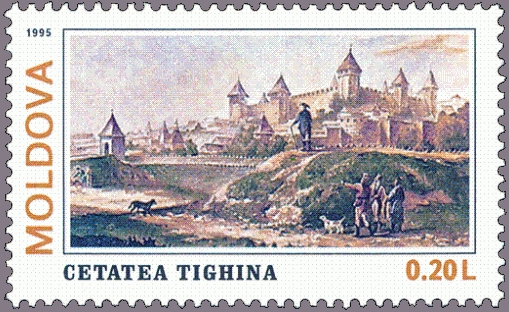
0,20 MDL, Poșta Moldovei (1995)
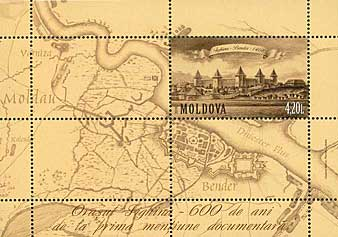
4,20 MDL, Poșta Moldovei (2008)
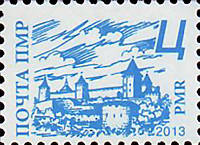
Privo di valore nominale, Počta Pridnestrovskaja Moldavskaja Respublika (2013)
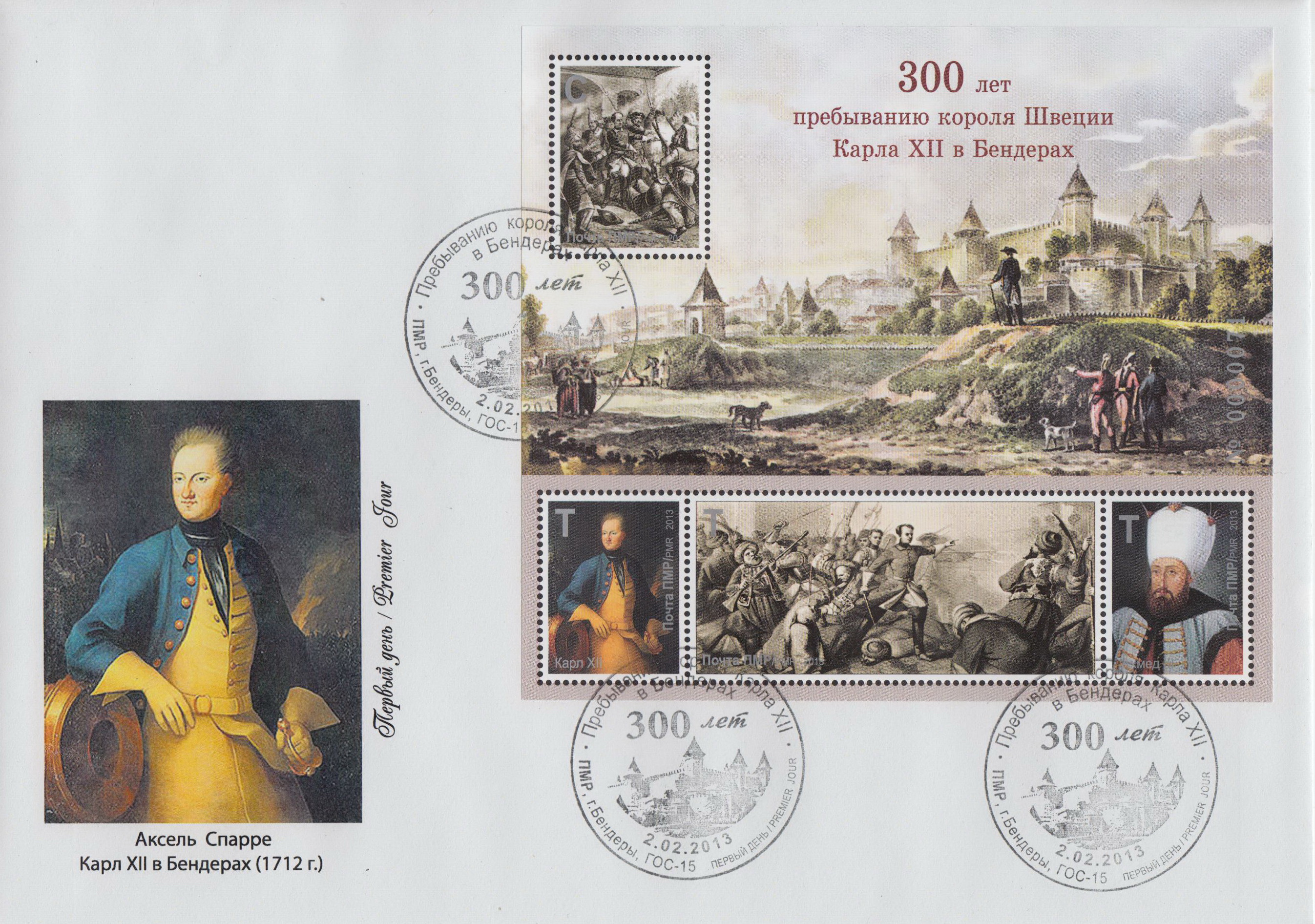
Busta primo giorno, Počta Pridnestrovskaja Moldavskaja Respublika (2013)
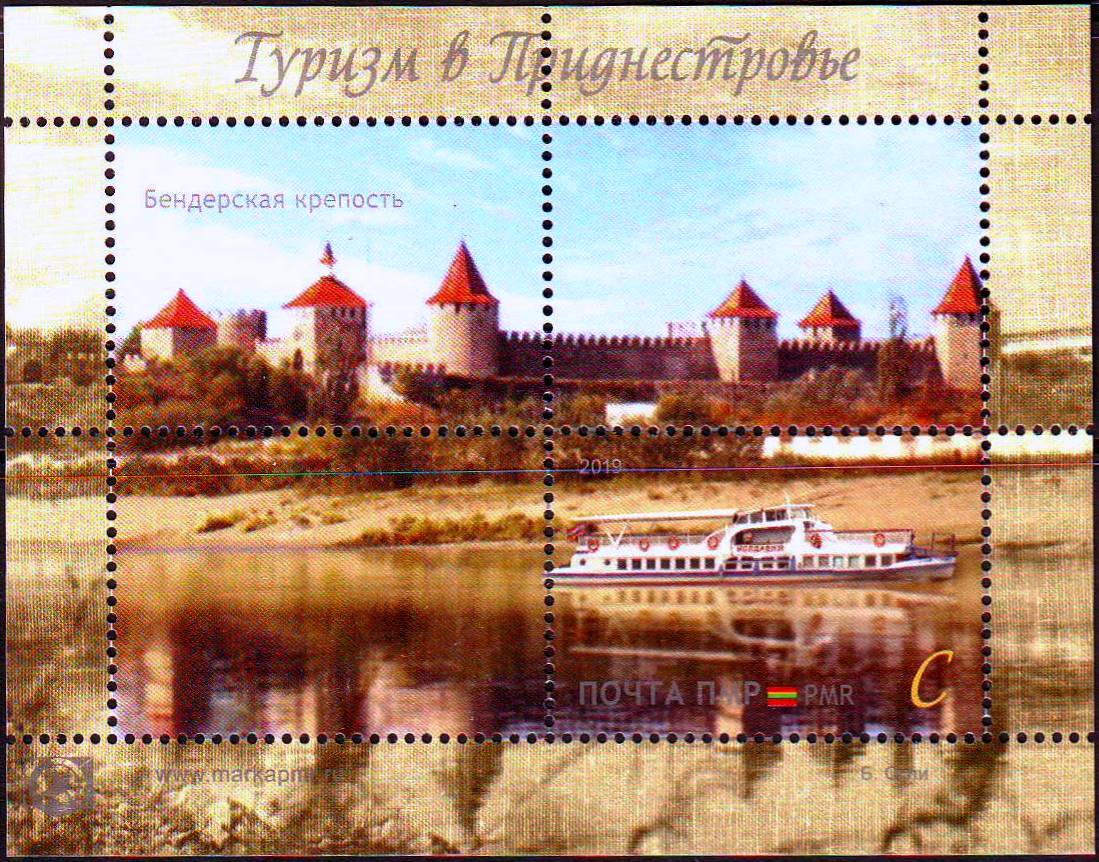
Privi di valore nominale, Počta Pridnestrovskaja Moldavskaja Respublika (2019)

#### Numismatica
La Banca Nazionale Moldava emise una banconota con denominazione 100 lei raffigurante la fortezza nel 1992. L'omologa transnistriana emise invece una banconota da 25 rubli con l'effigie della fortezza e del monumento del "55º reggimento di fanteria Podolsky" nel 2000, sostituendola con una nuova serie nel 2007, ulteriormente modificata nel 2012; risale al 2019 la banconota commemorativa da 1 rublo raffigurante anch'essa la fortezza. Nella stessa nazione anche alcune monete vennero dedicate alla fortezza, all'interno della serie "Древние крепости на Днестре" (russo, traslitterato: Drevnie kreposti na Dnestre; in italiano: Antiche fortezze sul Dnestr): 100 rubli nell'emissione per collezionisti del 2006, 1 rublo nel 2014 e 3 rubli nel 2021. Nel 2020 sempre in Transnistria è stata emessa una moneta da 1 rublo dedicata alla chiesa di Aleksander Nevskij, sita nel territorio della fortezza.

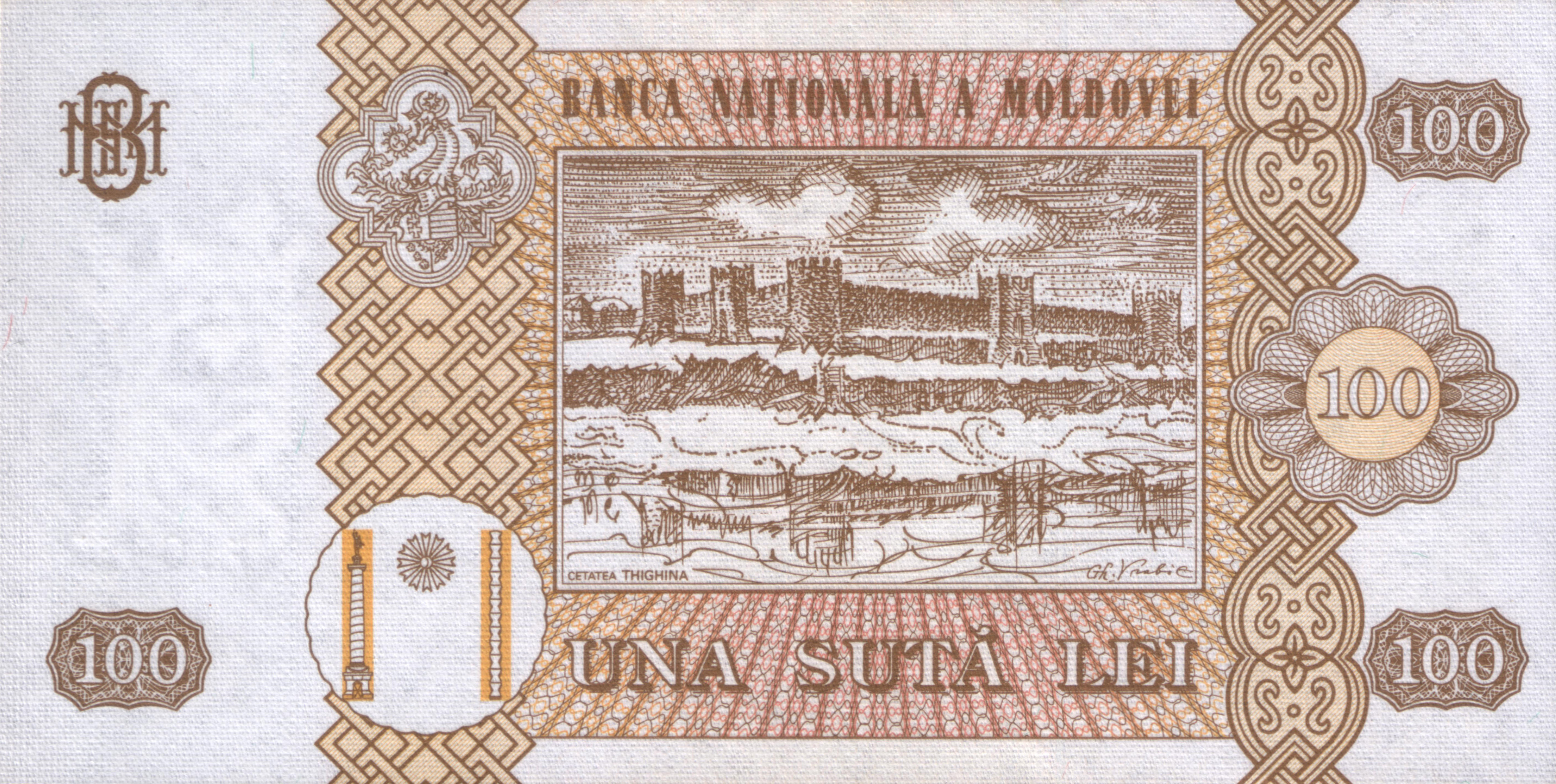
100 MDL, Banca Naţională a Moldovei (1992)
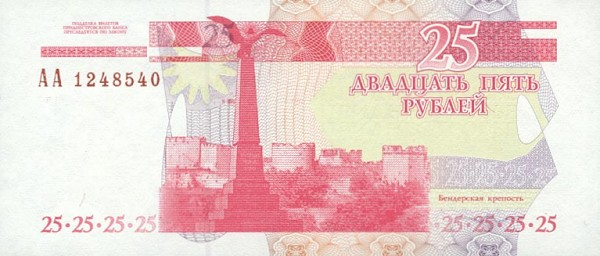
25 PRB, Banca Repubblicana Transnistriana (2000)
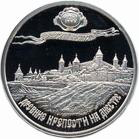
100 PRB, Banca Repubblicana Transnistriana (2006)
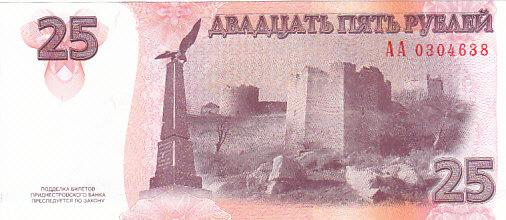
25 PRB, Banca Repubblicana Transnistriana (2007)
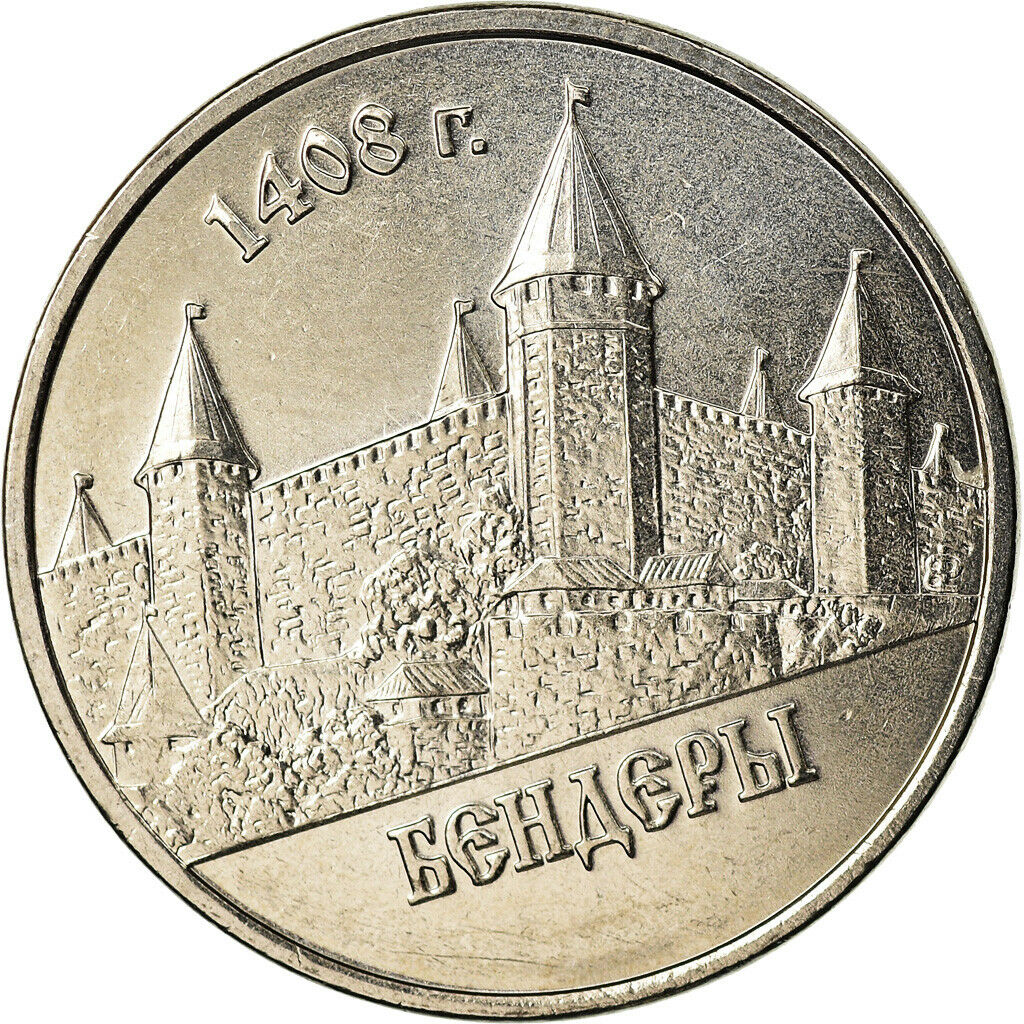
1 PRB, Banca Repubblicana Transnistriana (2014)
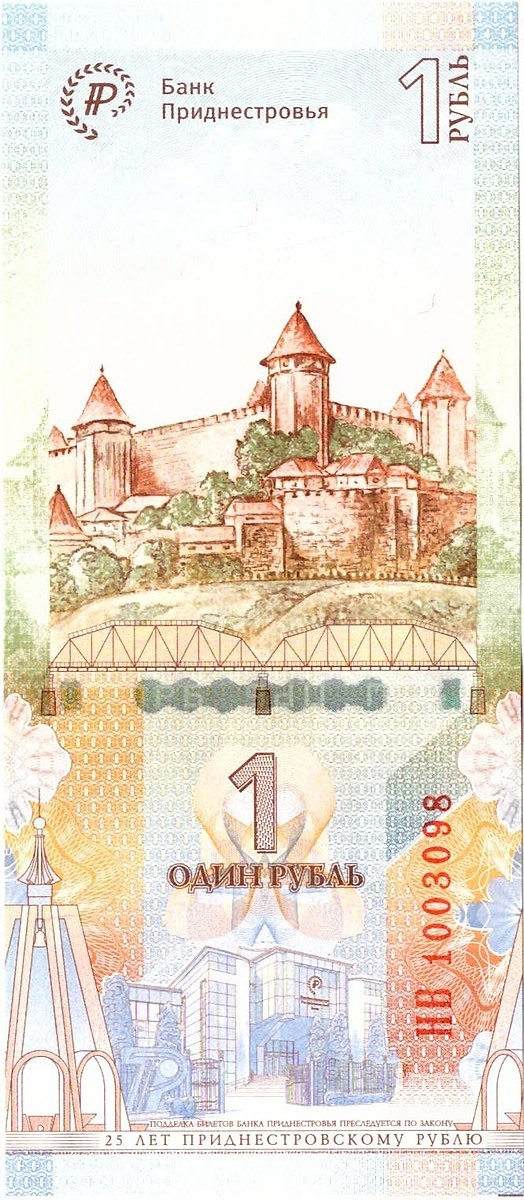
1 PRB, Banca Repubblicana Transnistriana (2019)
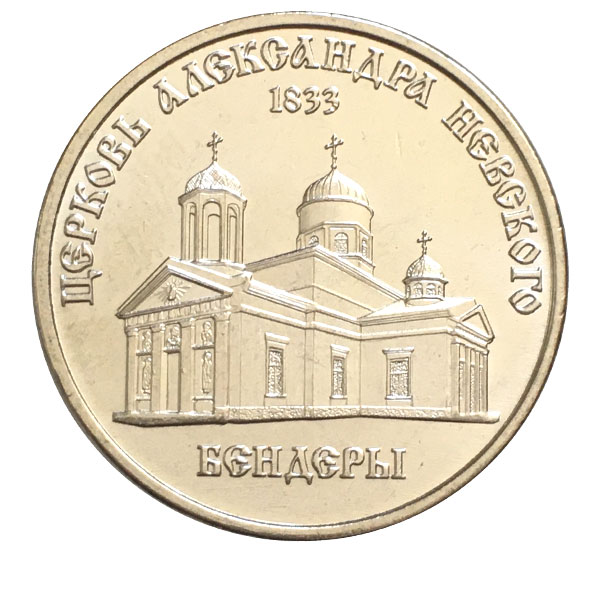
1 PRB, Banca Repubblicana Transnistriana (2020)
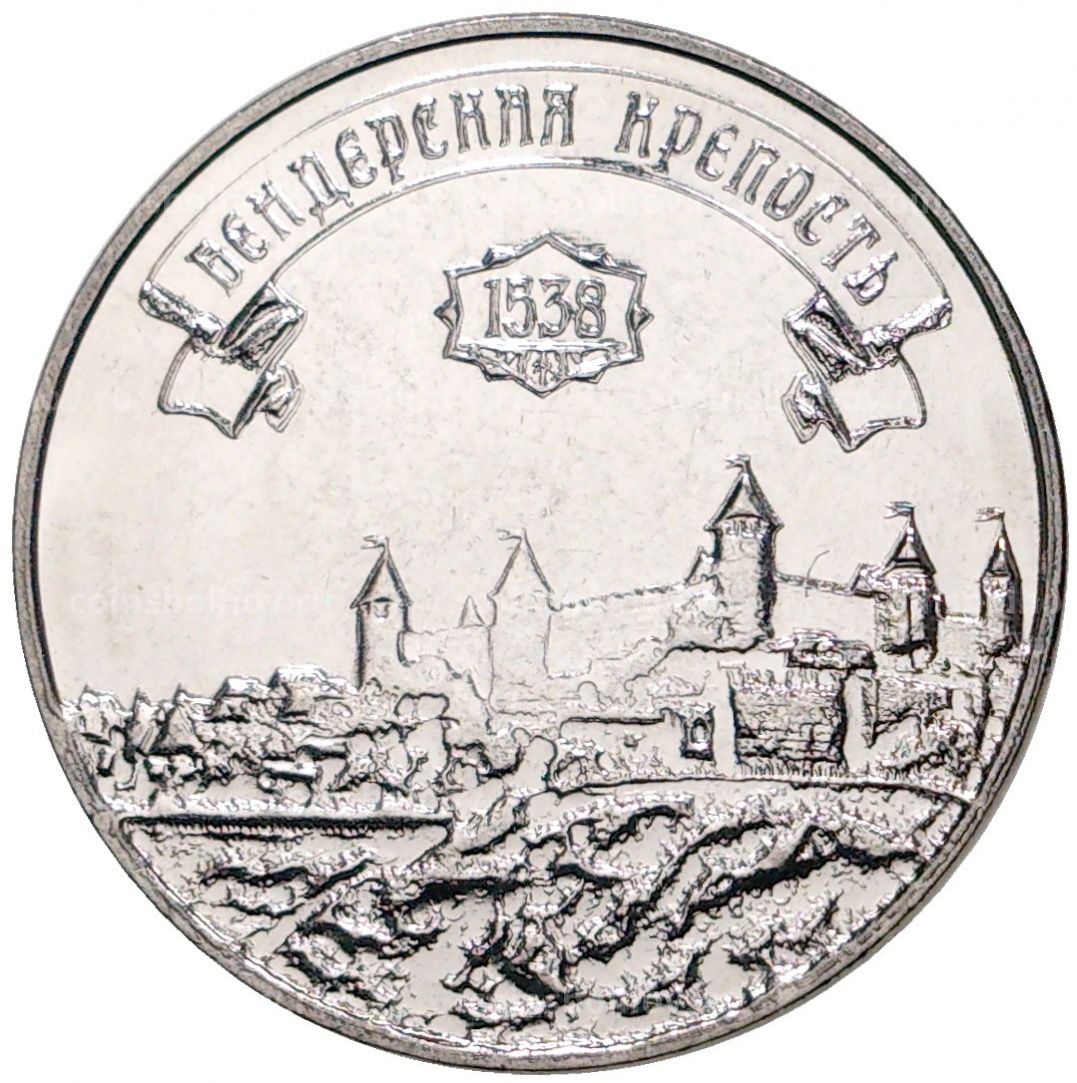
3 PRB, Banca Repubblicana Transnistriana (2021)

### Altre influenze
La lunga storia della struttura e le numerose epigrafi presenti hanno influito sulla tradizione popolare generando diverse leggende. Tra queste, risalirebbero al periodo ottomano quelle riferite alla gelosia di Roxelana, moglie di Solimano il Magnifico, verso la fortezza e a un diamante e un tesoro qui nascosti dai giannizzeri. Anche l'atamano cosacco Ivan Mazeppa, nel XVIII secolo, avrebbe nascosto qui un tesoro, mentre dei cunicoli sotterranei porterebbero dalla fortezza fino a una collina situata fuori dalla stessa e ritenuta collegata al generale russo Aleksandr Suvorov. Vi è poi il mito che al termine dell'assedio del 1770 le chiavi della fortezza siano state consegnate ai vincitori su un piatto successivamente affisso alla torre della porta e infine scomparso, oltre a quello di una donna fantasma che avrebbe appassionato anche l'imperatore Alessandro II durante la sua visita del 1872.
In tempi più recenti, la fortezza ha fatto da cornice per rievocazioni storiche, come quella tenutasi nel 2008 per commemorare i 600 anni dalla prima menzione della città di Tighina, in cui venne riprodotto l'assedio del 1770. Più in generale il parco Aleksandr Nevskij e la cittadella ospitano festival, concerti ed eventi culturali, non necessariamente di matrice storica. Ampia è stata la produzione di mappe della struttura, create a partire dal XVII secolo da cartografi di diversi paesi europei. Episodi legati alla storia della fortezza sono inoltre stati riprodotti su oggetti di uso quotidiano, come alcune tabacchiere di produzione svizzera.

### Libri
- (RU) Georgij Astvatsaturov, Бендерская крепость (PDF), 2ª ed., Tighina, Ministerstva informacij i telekommunikacij PMR, 2007. URL consultato l'11 gennaio 2022.
- (TR) Cengiz Fedakar, Bender Kalesi (1768-1774), Istanbul, Kitabevi Yayinlari, 2019, ISBN 9786057819154.
- (RU, EN) Georgy Vilkov, Yakov Chaykin, Pavel Galtsev e Alexander Gutsul, Бендерская крепость. Живой символ истории/Bendery Fortress. A Living Symbol of History (PDF), 3ª ed., Tiraspol, Ministry of Foreign Affairs of the PMR, 2019. URL consultato l'11 gennaio 2022.
- (RU) Irina Vilkova, Бендерская крепость - Бендерский военный некрополь, Tighina, 2009.

### Pubblicazioni
- (EN) Andrej Krasnožon, The Bender Fortification Complex of 16th—18th Centuries (abstract), in Stratum plus. Archaeology and Cultural Anthropology, n. 6, Chișinău, High Anthropological School University, 2011, ISSN 1608-9057 (WC · ACNP). URL consultato il 14 gennaio 2022.
- (RU) Nikandr Marks, К истории Бендерской крепости (PDF), Odessa, 1917. URL consultato l'11 gennaio 2022.
- (EN) Sergiu Musteață, Tighina-Bender Fortress – (Re)Inventing a Museum (PDF), in Culture. Society. Economy. Politics, n. 1, Sciendo, 2021, DOI:10.2478/csep-2021-0003, ISSN 2810-2010 (WC · ACNP). URL consultato il 22 gennaio 2022.
- (RU) S.N. Razumov, S.A. Fidelsky, I.A. Chetverikov e S.O. Simonenko, Бендерская крепость в xvi в. по данным археологических исследований (PDF), in Materialy po archeologii i istorii antičnogo i srednevekovogo Pričernomor'ja, n. 11, 2019, ISSN 2713-2021 (WC · ACNP). URL consultato il 23 gennaio 2022.
- (RU) Igor' Sapožnikov, Из истории фортификации и картографирования Бессарабии и Молдовы: работы Ф. Кауффера 1793-1797 годов (PDF), in Tyragetia (Serie Nouă), n. 2, Chișinău, Muzeul Naţional Istorie a Moldovei, 2016, ISSN 2537-6330 (WC · ACNP). URL consultato il 14 gennaio 2022.
- (RU) Igor' Sapožnikov, Мечети и церкви Бендер до середины XIX вв. (PDF), in Eminak, n. 4, Mykolaïv, Natsіonal'nij unіversitet іmeni V.O.Sukhomlins'kogo, 2017, ISSN 1998-4634 (WC · ACNP). URL consultato il 7 gennaio 2022.
- (TR, EN) Oleksandr Sereda, Osmanlı-Ukrayna Serhattinde Özi Bozkırı/Ozi Steppe on the Ottoman-Ukraine Border, in Güney-Doğu Avrupa Araştırmaları Dergisi, n. 35, Istanbul, Istanbul University Press, 2020, DOI:10.26650/gaad.821615, ISSN 0378-3863 (WC · ACNP). URL consultato il 4 gennaio 2022.